# Path analysis
La path analysis è una tecnica statistica che permette di stimare l'intensità degli effetti esercitati da determinate variabili all'interno di un sistema causale ipotizzato dal ricercatore.
L'ideatore fu lo studioso di genetica Sewall Wright, ma ebbe ampia diffusione soprattutto nelle scienze sociali.